# Cheilosia orthotricha
Cheilosia orthotricha är en tvåvingeart som beskrevs av Ante Vujic och Claussen 1994. Cheilosia orthotricha ingår i släktet örtblomflugor, och familjen blomflugor. Inga underarter finns listade i Catalogue of Life.